# Одда
Одда (норв. Odda) — комуна (муніципалітет) у південно-східному фюльке Гордаланн, Норвегія, навколо південного краю Серфіорда (Sørfjorden). Адміністративний центр — місто Одда, яке також є основним торговельним та економічним центром усієї області Гардангер. Інші села в комуні — Ботнен, Ейтрейм, Гора (Håra), Рельдал (Røldal), Сельєстад, Скаре та Тюсседал (Tyssedal).
Комуна Одда має територію 1 616 км², що є 42-м місцем із 422-х комун Норвегії за площею та 150-те кількістю населення (7 025). Густота населення становить 4,8 людини на 1 км², а населення скоротилося на 1,8 % за останнє десятиліття.
У 1927 році Ерлінг Б'ярне Юнсон (Erling Bjarne Johnson), працюючи на заводі «Odda Smelteverk», винайшов процес виробництва трикомпонентних добрив NPK. Цей процес нині відомий як «Одда-процес».

## Загальна інформація

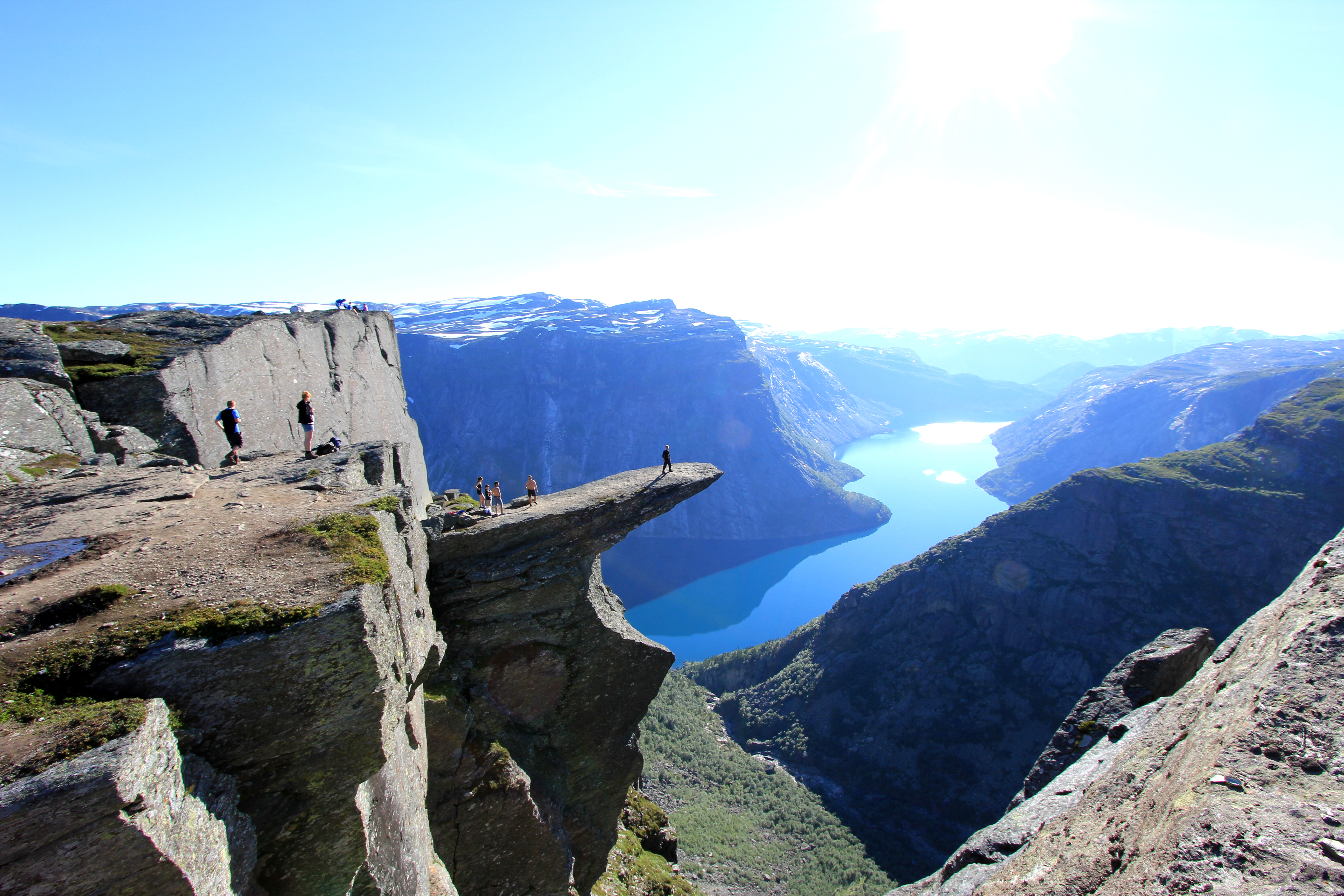
Скеля Язик троля

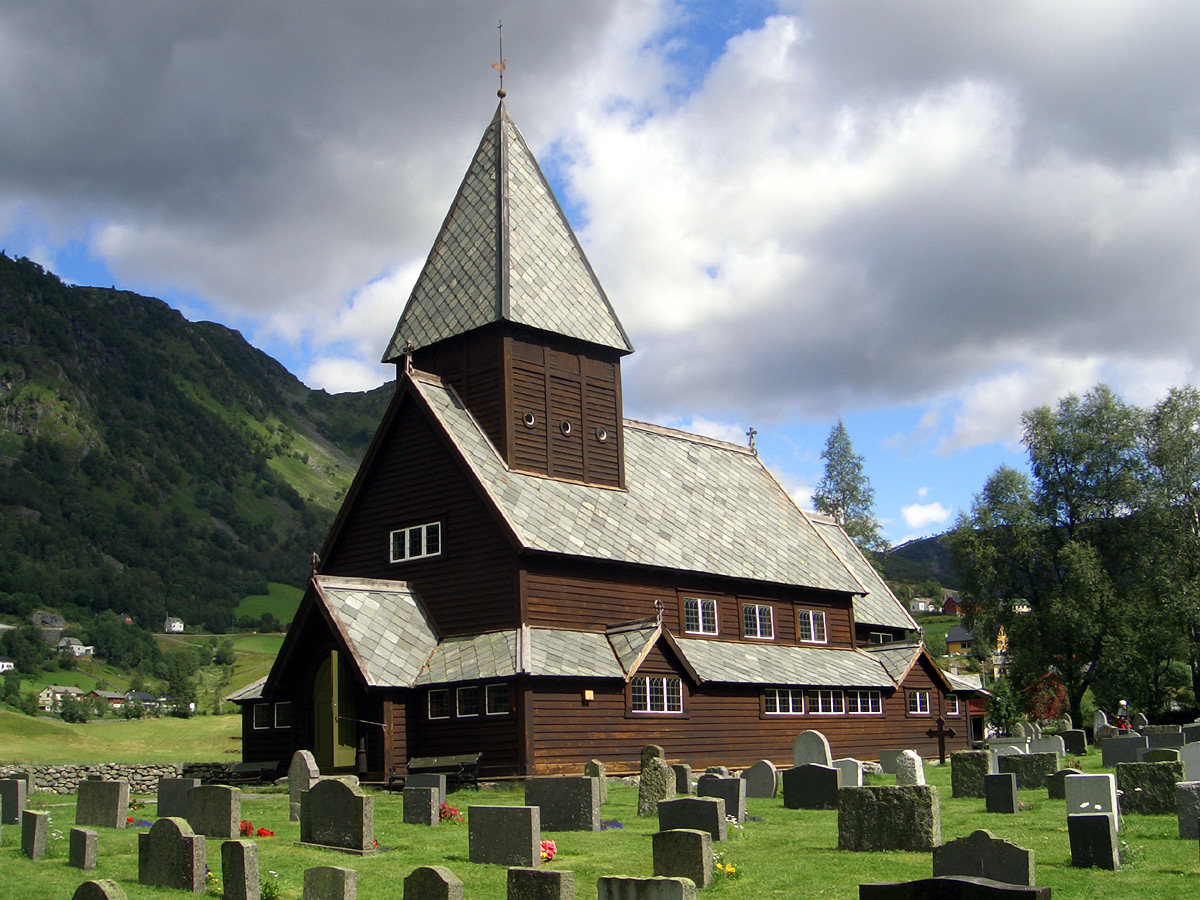
Ставкірка в Рельдалі

Новий муніципалітет Одда створений 1 липня 1913 року, коли південний округ Улленсванг відокремився та утворив свій власний муніципалітет. Спочатку в Одді було 3 077 жителів. У 1960-ті роки в Норвегії відбувалось багато муніципальних злиттів у зв'язку з роботою комітету Ніколая Шея; 1 січня 1964 року сусідній муніципалітет Рельдал (населення: 676) було об'єднано з Оддою, і загальне населення муніципалітету склало 10 163 жителів.
1 січня 2020 року об'єднано три сусідні муніципалітети — Юндал (Jondal), Одда та Улленсванг — у нову комуну Улленсванг і її адміністративним центром стало місто Одда.

### Назва
Муніципалітет (спочатку парафія) був названий на честь старої ферми «Одда» (старонорвезька: Oddi), оскільки перша церква Одди була побудована там. Назва ідентична зі словом Oddi яке означає «мис».

### Герб
Герб міста є сучасним; він був наданий 8 жовтня 1982 року. Герб промовистий з наконечником стріли (норвезька мова: pilodd), але назва муніципалітету від цього слова не походить.

### Церкви
Церква Норвегії має чотири парафії (sokn) у муніципалітеті Одда і відповідно чотири церкви:
- церква Одди (побудована 1870 року);
- ставкірка Рельдала (побудована бл.1250 року);
- церква Скаре (побудована 1926 року);
- церква Тисседале (побудована 1965 року).

Парафії є частиною деканату Гардангер ог Восс в єпархії Бйоргвін.

## Історія

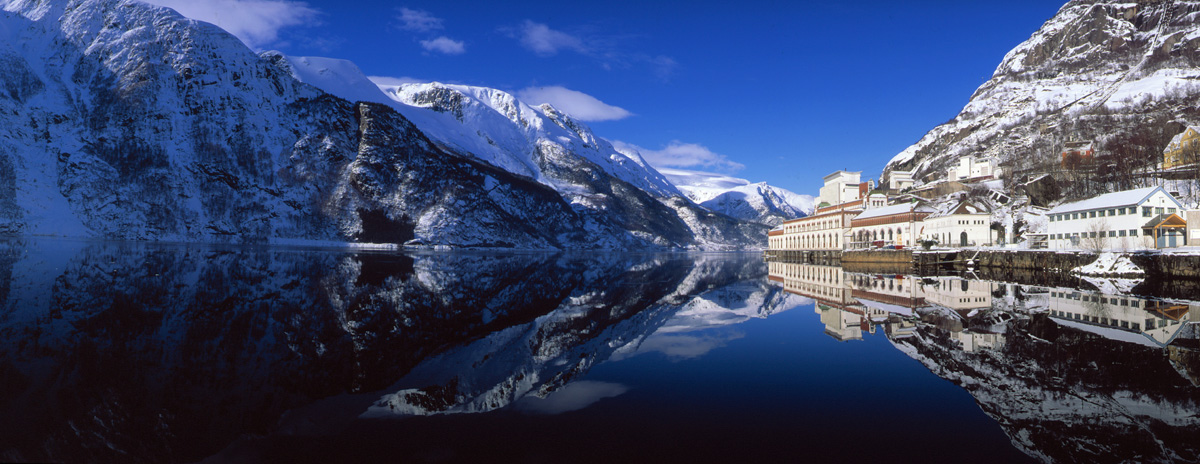
Електростанція Тиссо І

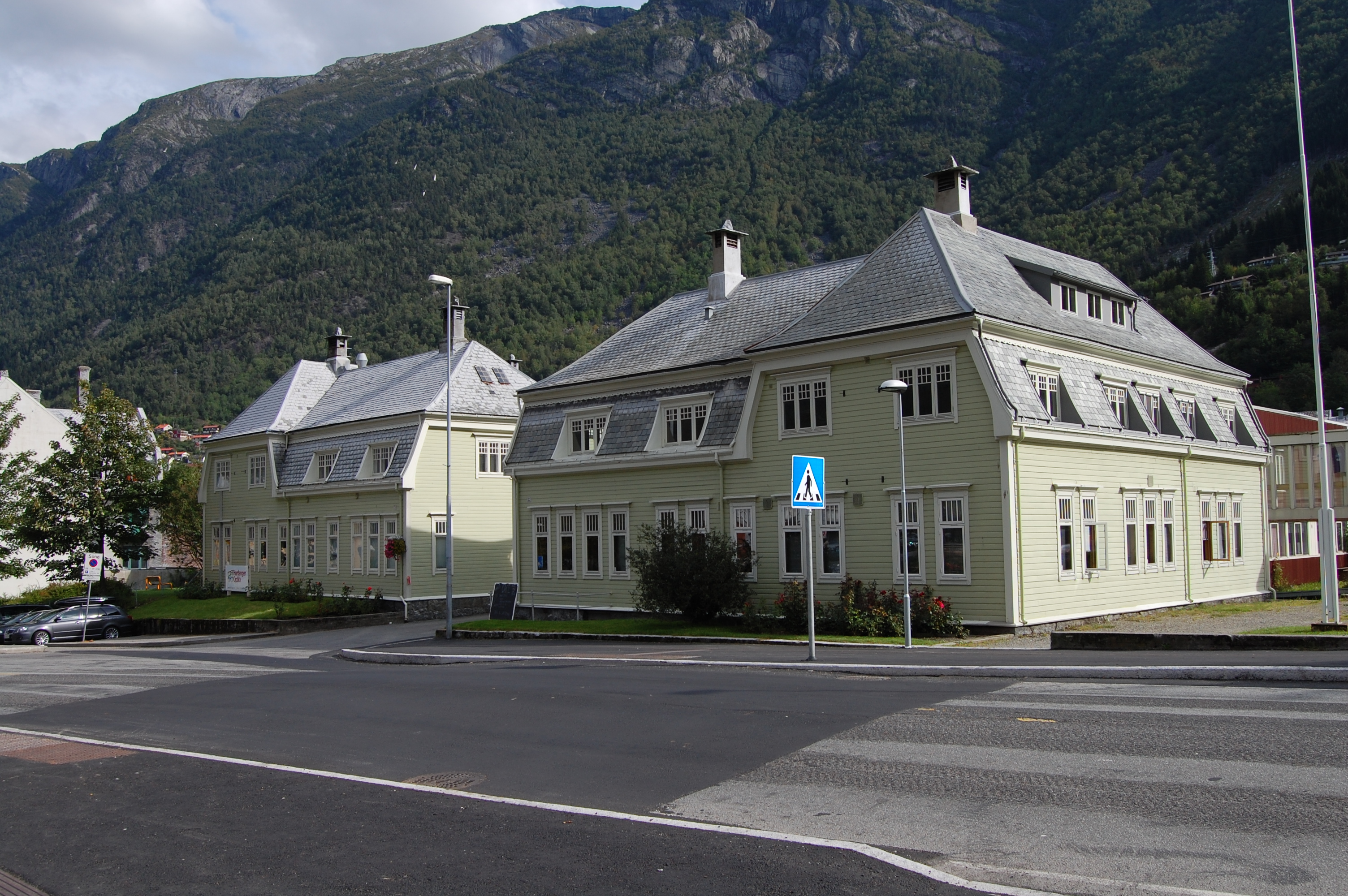
Контора "Odda Smelteverk", колишнього «Північно-західної ціанамідної компанії» і «Alby United Carbide Factory», 1906 р.

Ставкірка Рельдалу побудована в 1200—1250 рр. у сучасному селі Рельдал. Це одна з найстаріших споруд у муніципалітеті.
У 19-му столітті Одда стала значним туристичним центром, коли англійські туристи-альпіністи відкрили її для себе близько 1830 року. Відомим відвідувачем був німецький імператор Вільгельм II, який приїздив до Одди кожен рік у період між 1891 та 1914 роками. Це призвело до будівництва декількох готелів у муніципалітеті.
Нині муніципалітет Одда зосереджений довкола сучасного міста, що виросло навколо заводів, побудованих наприкінці Сорфіорду, рукава Гардангер-фіорду, у середині ХХ століття, що привабили мігрантів з різних частин Норвегії.
Виробництво карбіду і подальше виробництво ціанаміду розпочали 1908 року після того, як запустили гідроелектростанцію, що надавала необхідну електроенергію для дугових печей. Завод був найбільшим у світі і був закритий 2003 року, незабаром після того, як його продали "Philipp Brothers Chemicals Inc." Норвезький уряд намагався визнати завод разом з іншими промисловими підприємствами як об'єкт Світової спадщини ЮНЕСКО. Міжнародна доповідь 2010 року щодо цього каже: Odda smelteverk є важливим і є основоположним для подання Норвегією ділянок ГЕС і первинної хімічної промисловості як об'єкта Всесвітньої спадщини ЮНЕСКО тому, що тут у міжнародно-унікальний спосіб збереглися фізичні свідоцтва раннього процесу хімічного виробництва.

### Діалект
Комуна Одда виросла навколо заводу на початку XX століття, залучаючи мігрантів з різних частин Норвегії. У результаті тут утворився новий діалект, суміш того, як говорили в рідних регіонах мігрантів — це явище називається лінгвістами «койне». Місто Одда і сусіднє село Тисседаль — яке виникло в той же час і тих же соціально-економічних умовах як Одда — є цінними для лінгвістів, які вивчають це явище. Дослідник Пол Керсвіль провів дослідження норвезької мови у двох громадах і відніс її до різного географічного походження: робітники до Одди приїхали переважно (86 %) із Західної Норвегії, а в Тисседалі лише близько третини приїхали із Західної Норвегії, одна третина зі Східної Норвегії, а решта з інших частин країни. У результаті діалекти, які розвивалися в цих двох спільнотах, кардинально відрізняються один від одного, хоча ними говорили на невеликій географічній відстані один від одного.

## Уряд

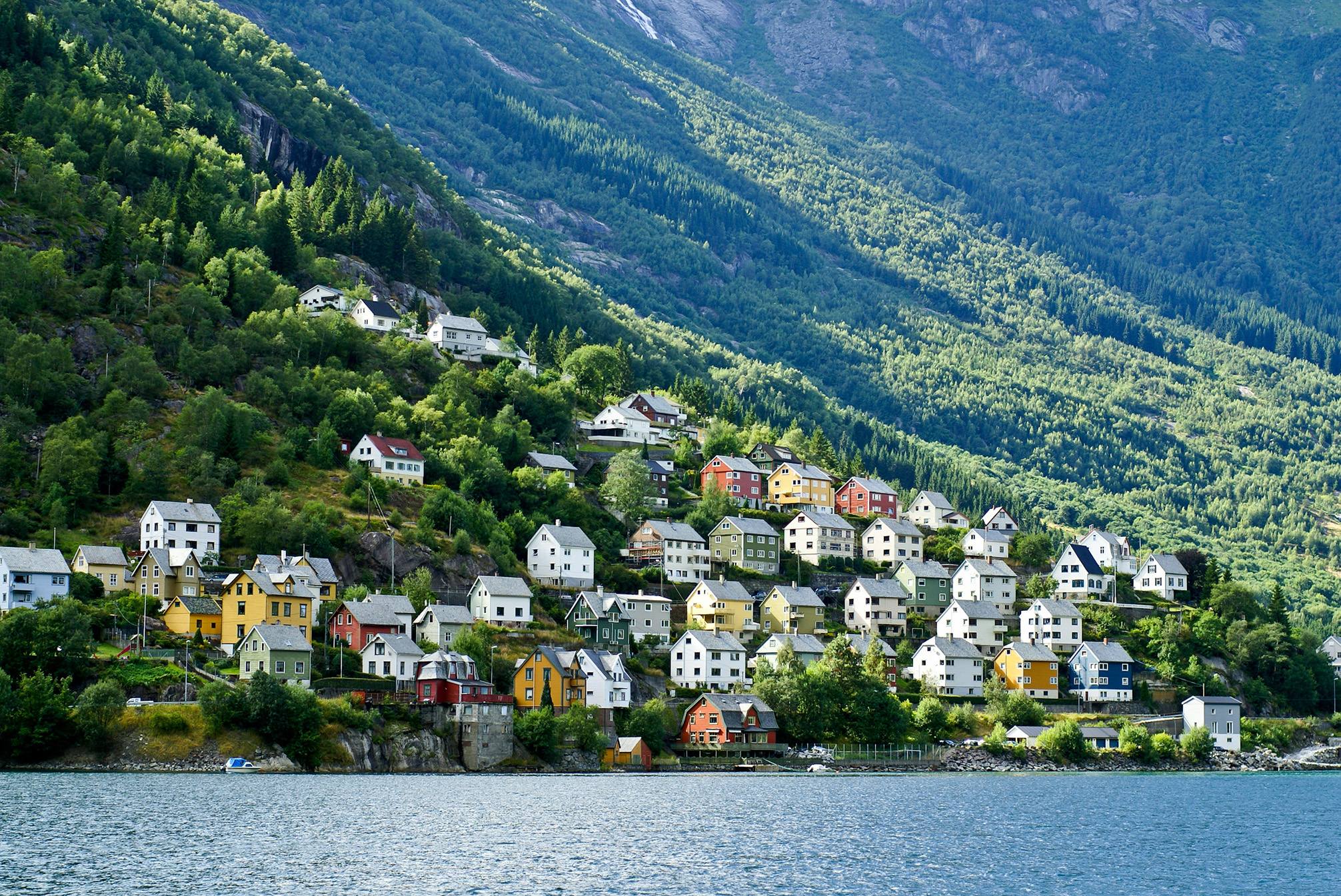
Вид на деякі будинки у Одда

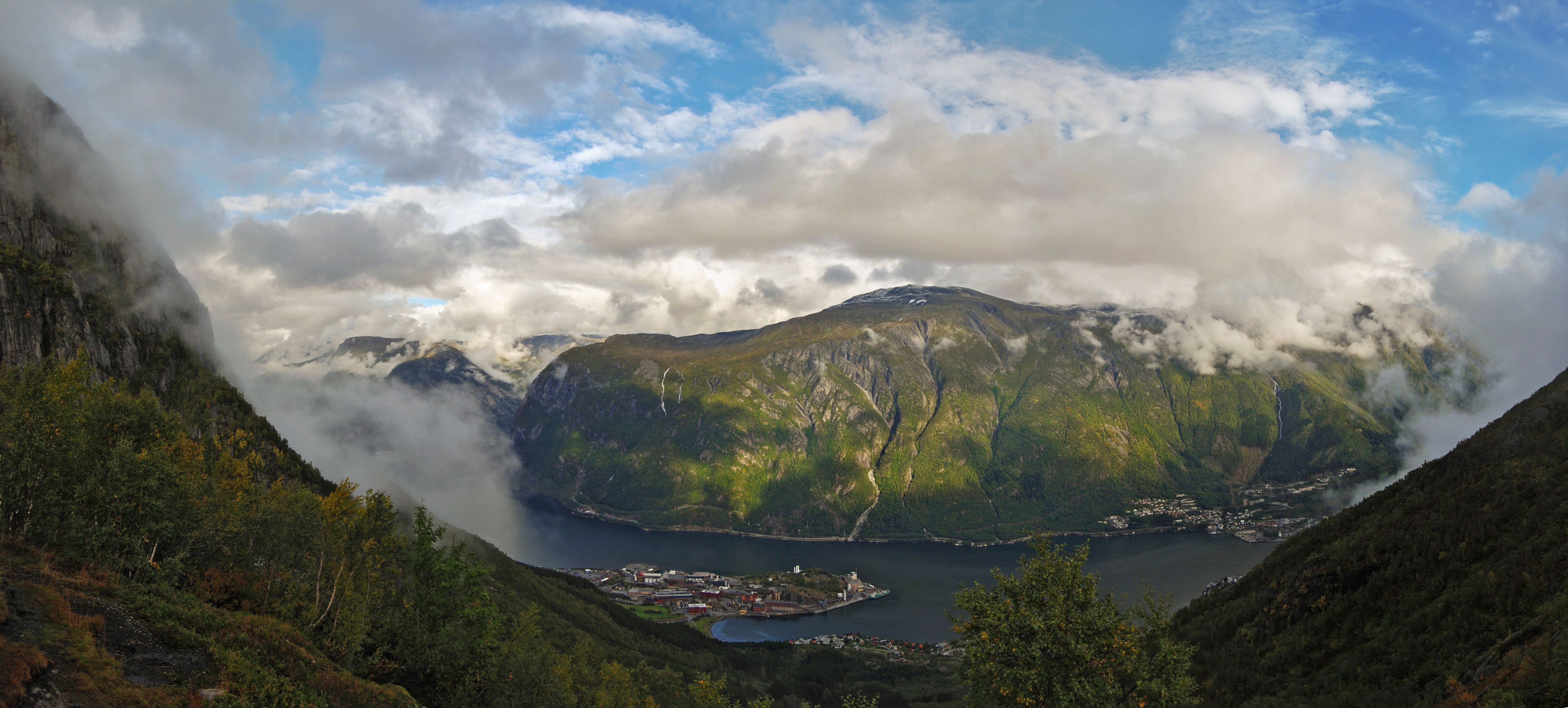
Вид на Ейтрейм (центр) і місто Одда (праворуч)

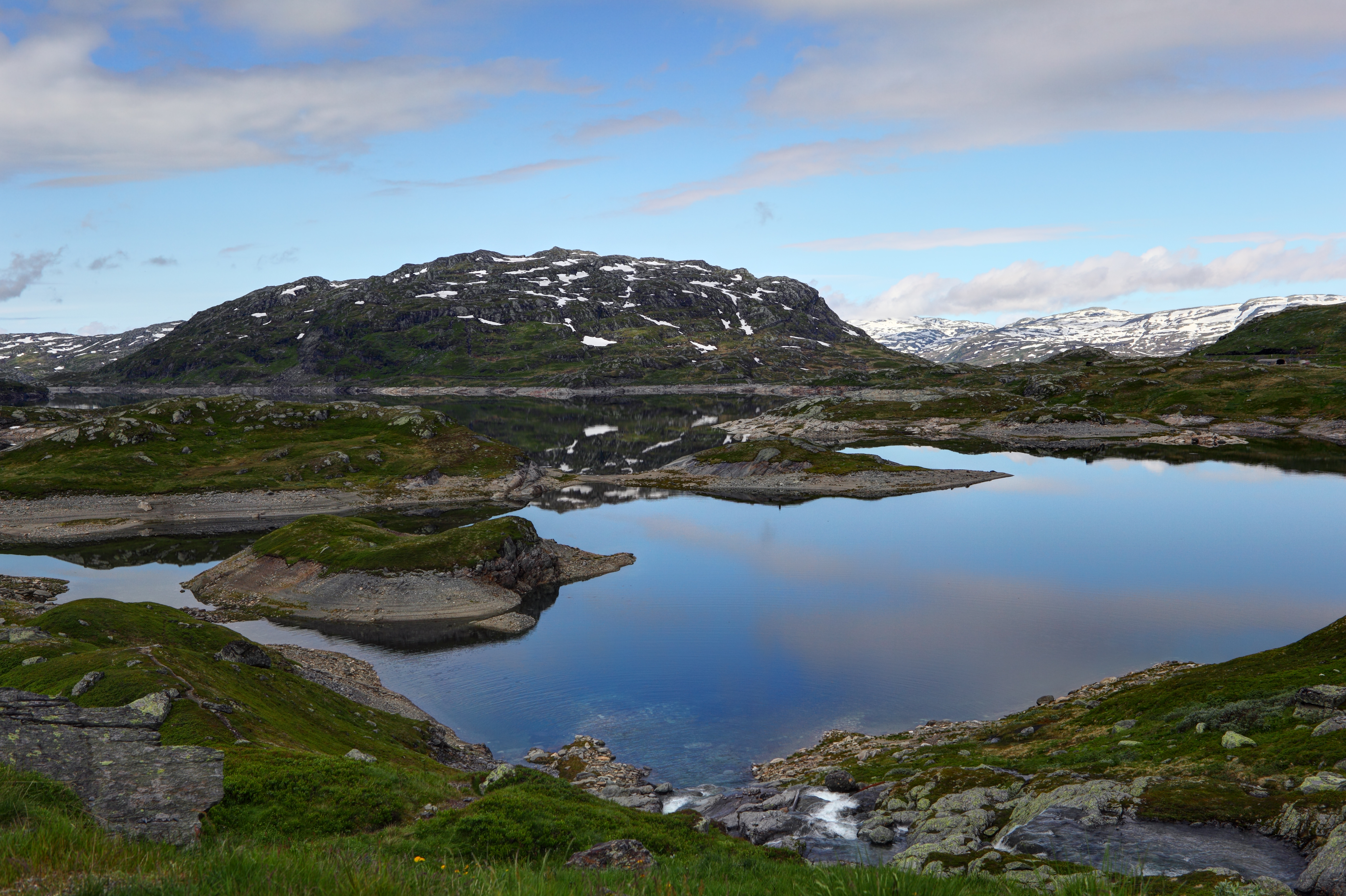
Озеро Вотна

Всі муніципалітети Норвегії, у тому числі Одда, несуть відповідальність за початкову освіту (до 10-го класу), амбулаторні послуги охорони здоров'я, послуги для людей літнього віку, послуги для безробітніх та інші соціальні послуги, зонування, економічний розвиток і муніципальні дороги. Муніципалітетом управляє муніципальна рада виборних представників, які в свою чергу обирають мера.
Муніципальна рада (Kommunestyre) Одда складається з 27-ми представників, яких обирають на чотирирічний строк. У поточному складі 12 місць має Норвезька робітнича партія, 6 — Хейре, решту — представники інших партій.

## Географія
Муніципалітет Одда має гірський рельєф і селища розташовані в долинах. Багато гір сприяли утворенню великих водоспадів, у тому числі Лотефоссен, Еспеландсфоссен і Тиссестренгене. Є також багато великих озер, таких як Сандвінватнет, Вотна, Вллдалсватнет, Рельдалсватнет, Рінгедалсватнет, Лангаватнет і частини Стоватн. На вершиних найвищих гір у західній частині Одди розташований великий льодовик Фолгефонна, у тому числі рукав — льодовик Буарбрін біля міста Одда. Відповідно, частина Національного парку Фолгефонна розташована в Одді. Західна частина муніципалітету розташована  південній частині плато Гардангервідда, відповідно також включає в себе частину Національного парку Гардангервідда та гори Кістенутер та Сандфлоегга.

## Транспорт
Муніципалітет розташований на перетині двох основних доріг. Автошлях E134 проходить муніципалітет зі сходу на захід, прорізаючи через багато гір тунелями Рельдал, Гора, Аусманналі і Гаукелі. Іншою головною дорогою є норвезька національна дорога 13, яка  проходить муніципалітет з півночі на південь. Дві дороги об'єднуються на ділянці від Сельєстад до Гори. В Ейтреймі тунель Фолгефонна з'єднує Одду із сусіднім Мауранген у муніципалітеті Квіннгерад.